# Ciclismo ai Giochi della XVII Olimpiade - Chilometro a cronometro
La prova del chilometro a cronometro di ciclismo su pista dei Giochi della XVII Olimpiade si è svolta il 26 agosto 1960 al  Velodromo Olimpico di Roma, in Italia.

## Classifica finale
| Pos.    | Atleta               | Nazione           | Tempo   |
| ------- | -------------------- | ----------------- | ------- |
| Oro     | Sante Gaiardoni      | Italia            | 1'07"27 |
| Argento | Dieter Gieseler      | Germania          | 1'08"75 |
| Bronzo  | Rostislav Vargashkin | Unione Sovietica  | 1'08"86 |
| 4       | Pieter van der Touw  | Paesi Bassi       | 1'09"20 |
| 5       | Ian Chapman          | Australia         | 1'09"55 |
| 6       | Anésio Argenton      | Brasile           | 1'09"96 |
| 7       | Jean Govaerts        | Belgio            | 1'10"23 |
| 8       | Josef Helbling       | Svizzera          | 1'10"42 |
| 9       | Les Haupt            | Sudafrica         | 1'10"61 |
| 10      | János Söre           | Ungheria          | 1'10"63 |
| 11      | Warwick Dalton       | Nuova Zelanda     | 1'10"68 |
| 12      | Ion Ioniţă           | Romania           | 1'10"91 |
| 13      | Allen Bell           | Stati Uniti       | 1'11"33 |
| 14      | Luis Serra           | Uruguay           | 1'11"42 |
| 15      | Mauricio Mata        | Messico           | 1'11"61 |
| 16      | Michel Scob          | Francia           | 1'11"65 |
| 17      | Karl Barton          | Gran Bretagna     | 1'11"72 |
| 18      | Boncho Novakov       | Bulgaria          | 1'11"73 |
| 19      | Tetsuo Osawa         | Giappone          | 1'11"86 |
| 20      | Günther Kriz         | Austria           | 1'12"58 |
| 21      | Paul Nyman           | Finlandia         | 1'14"11 |
| 22      | Diego Calero         | Colombia          | 1'14"18 |
| 23      | Clyde Rimple         | Indie Occidentali | 1'16"08 |
| 24      | Michael Horgan       | Irlanda           | 1'17"18 |
| 25      | Muhammad Ashiq       | Pakistan          | 1'20"17 |